# Mene de Inciarte
Mene de Inciarte is een gebied in Venezuela waar vanuit de ondergrond asfalt naar de oppervlakte sijpelt. In de teerputten zijn grote hoeveelheden fossielen gevonden van dieren uit het Pleistoceen.

## Locatie
Mene de Inciarte ligt op 115 meter boven zeeniveau in het lager gelegen deel van de Sierra de Perijá bij Municipio Mara in de staat Zulia in het noordwesten van Venezuela. Het gefossileerde asfalt varieert van vloeibaar tot vast over een gebied van ongeveer 1.200 bij 500 meter.

## Ouderdom
Op basis van verschillende stalen collageen uit een fossiel van Glyptodon clavipes is de ouderdom van de vondsten uit Mene de Inciarte bepaald op 25.500 tot 27.980 jaar geleden.

## Fauna
De fossielen uit Mene de Inciarte zijn van diverse kleine gewervelden (amfibieën, reptielen en kleine zoogdieren), een grote verscheidenheid aan vogels en diverse grote zoogdieren, de zogenaamde megafauna.
De megafauna van Mene de Inciarte bestaat uit de grondluiaard Eremotherium, de glyptodont Glyptodon clavipes, de pampatheriërs Holmesina occidentalis en  Pampatherium humboldtii, de gordeldieren Dasypus sabanicola en Propraopus sulcatus, de toxodont Mixotoxodon larensis, de litoptern Macrauchenia patachonica,
het slurfdier Stegomastodon waringi, het paard Equus santaeelenae, de kameelachtige Palaeolama, de sabeltandkat Smilodon populator en de hondachtigen Canis dirus en Protocyon troglodytes.
Er zijn 175 vogelfossielen gevonden in Mene de Inciarte behorend tot 73 soorten, waaronder zes uitgestorven soorten en acht soorten die tegenwoordig niet meer in het gebied voorkomen. In het Laat-Pleistoceen kwam in het gebied onder meer een grotere verscheidenheid aan gieren voor dan tegenwoordig, waaronder de kleine condor Wingegyps en een verwant van de aasgier. Een derde van de vogelsoorten zijn watervogels, in het bijzonder eenden, strandlopers en snippen.